# کاتارینا سربوتنیک
 کاتارینا سربوتنیک (انگلیسی: Katarina Srebotnik؛ زاده ۱۲ مارس ۱۹۸۱) یک تنیس‌باز اهل اسلوونی است.